# پل اندی وارهول
پل اندی وارهول که با نام پل خیابان هفتم نیز شناخته می‌شود. دهانه‌های آن بر روی رودخانه الیگینی در پیتزبورگ ایالت پنسیلوانیا قرار دارد و تنها پلی است که به نام یکی از هنرمندان تجسمی نام‌گذاری شده‌است. این پل در مراسمی با حضور ۲۰۰۰ نفر در ۱۷ ژوئن سال ۱۹۲۶ افتتاح شده‌است.

## نام گذاری
اندی وارهول یکی از محلی‌های ایالت پیتزبورگ است که این پل به نام این فرد می‌باشد. این پل نیز یکی از سه پل معروف که به نام سه پل خواهر می‌باشد. دو پل دیگر پل روبرتو کلمنته و پل راشل کارسون می‌باشد. این سه پل از نوع پل‌های معلق لنگر دار می‌باشند و به دلیل این که جزء اولین پل‌های دارای خود لنگر هستند در ایالات متحده بسیار اهمیت دارند.

## نگارخانه

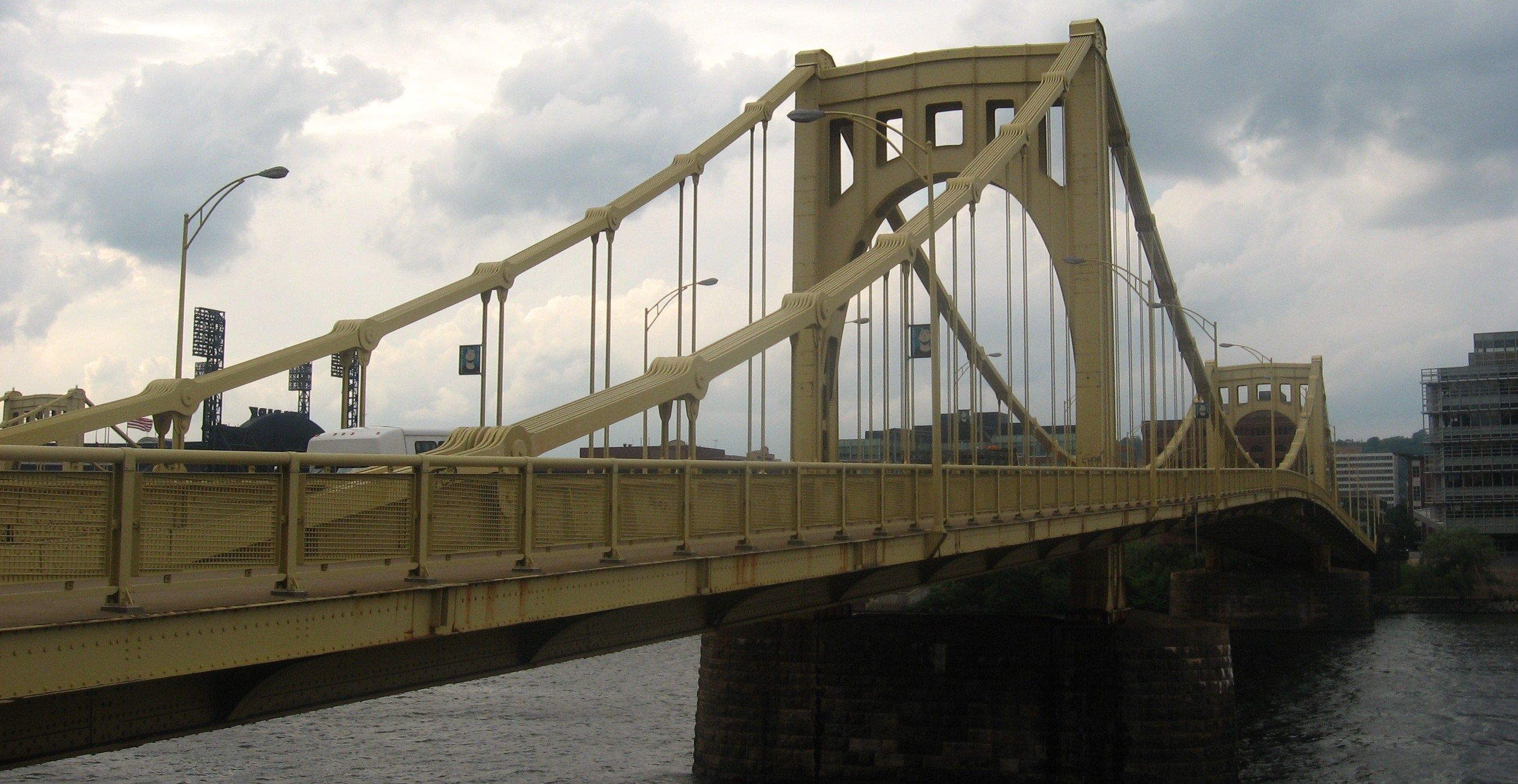
پل اندی وارهول
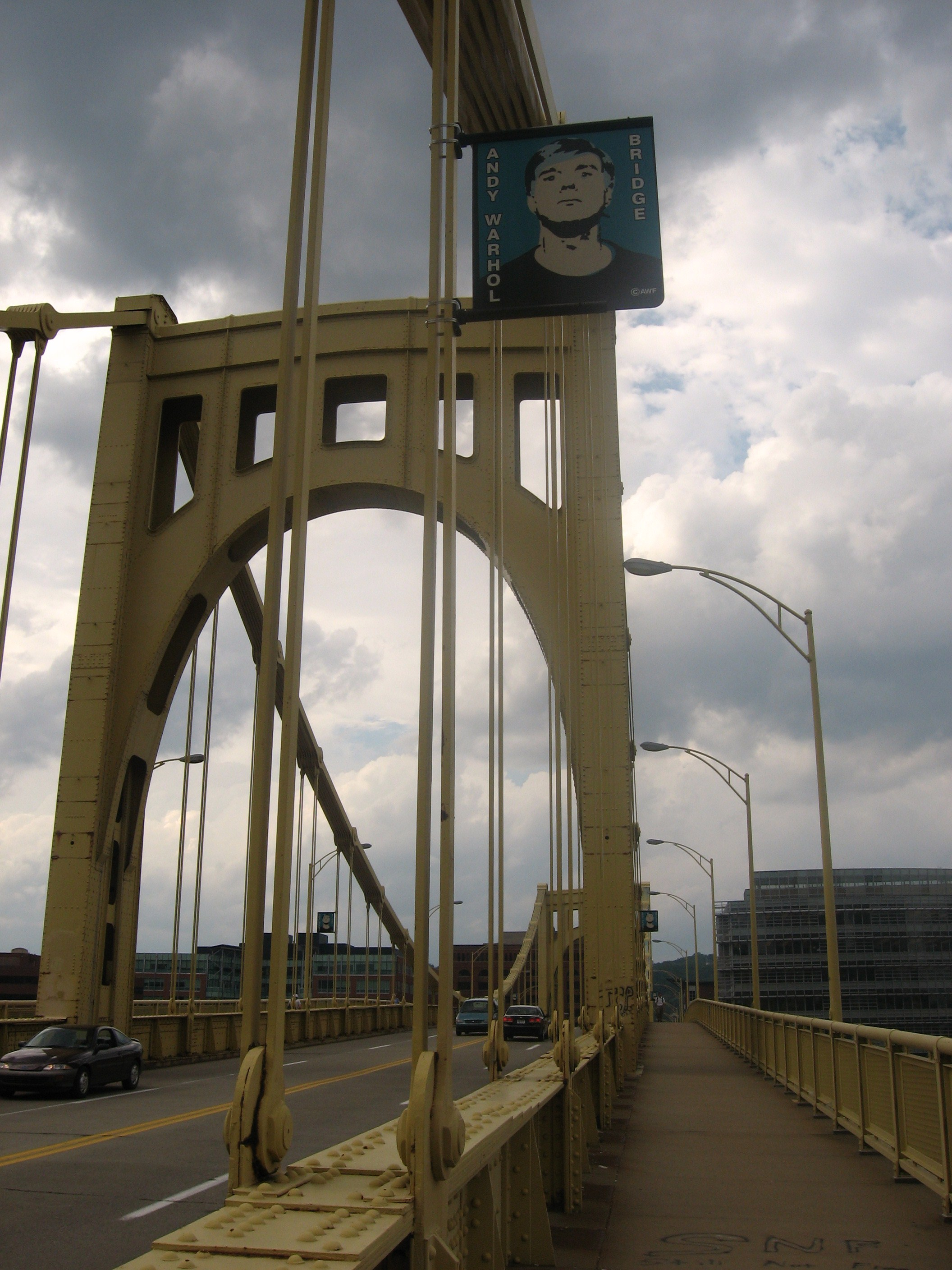
پوستر اندی وارهول کسی که پل به نام او نام‌گذاری شد
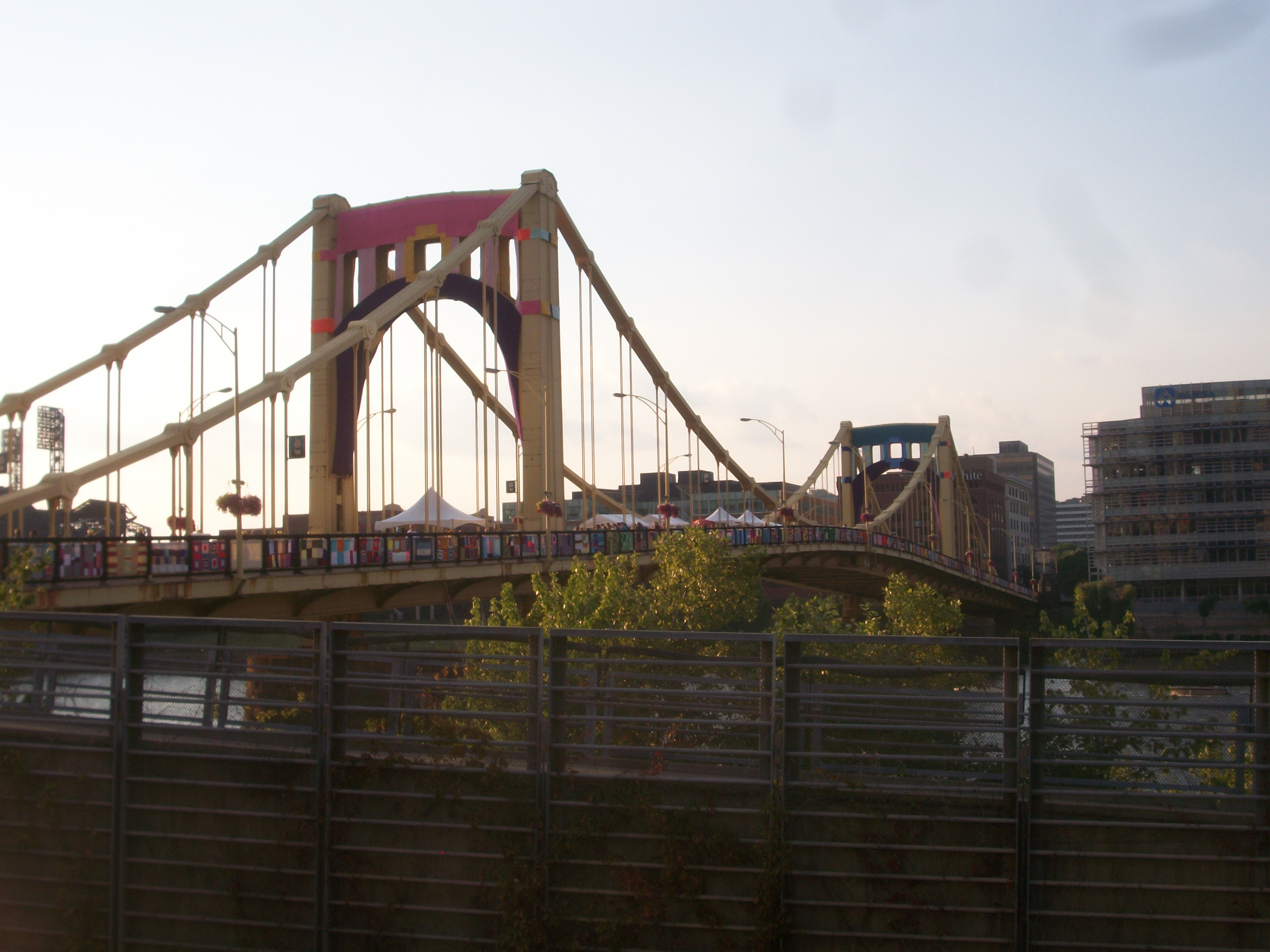
بمب گذاری یارن (yarn bombing) در پل اندی وارهول